# Town and Country (Missouri)
Town and Country ist eine Kleinstadt (mit dem Status „City“) im St. Louis County im US-amerikanischen Bundesstaat Missouri. Das U.S. Census Bureau hat bei der Volkszählung 2020 eine Einwohnerzahl von 11.640 ermittelt.
Town and Country ist Bestandteil der Metropolregion Greater St. Louis und einer der wohlhabendsten Vororte der Stadt St. Louis.

## Geografie
Town and Country liegt auf 38° 37′ N, 90° 28′ W und erstreckt sich über 30,8 km². Die Stadt liegt rund drei Kilometer südöstlich des Missouri River; der Mississippi, der die Grenze zu Illinois bildet, befindet sich rund 30 km östlich. Town and Country liegt überwiegend in der Missouri River Township, erstreckt sich aber auch in die Maryland Heights und zu einem kleinen Teil in die Lafayette Township.
Angrenzende Orte von Town and Country sind Creve Coeur im Nordosten, Frontenac im Osten, Des Peres im Südosten, Manchester im Südwesten sowie Chesterfield im Westen. Das Zentrum der Stadt St. Louis liegt 28,7 km östlich.

## Verkehr
Im Nordosten des Stadtgebiets kreuzen die Interstates 64 und 270. Auf gleicher Strecke mit der Interstate 64 verlaufen hier die U.S. Highways 40 und 61 in West-Ost-Richtung. Durch den Westen des Stadtgebietes verläuft in Nord-Süd-Richtung die Missouri State Route 141. Die Missouri State Route 100 bildet einen kleinen Teil der südlichen Stadtgrenze. Bei allen weiteren Straßen handelt es sich um innerstädtische Verbindungsstraßen.
Der Lambert-Saint Louis International Airport liegt 25 km nordnordöstlich von Town and Country.

## Demografische Daten
Nach der Volkszählung im Jahr 2010 lebten in Town and Country 10.815 Menschen in 3591 Haushalten. Die Bevölkerungsdichte betrug 351,1 Einwohner pro Quadratkilometer. In den 3591 Haushalten lebten statistisch je 2,66 Personen. 
Ethnisch betrachtet setzte sich die Bevölkerung zusammen aus 87,8 Prozent Weißen, 2,6 Prozent Afroamerikanern, 0,1 Prozent amerikanischen Ureinwohnern, 7,5 Prozent Asiaten sowie 0,5 Prozent aus anderen ethnischen Gruppen; 1,6 Prozent stammten von zwei oder mehr Ethnien ab. Unabhängig von der ethnischen Zugehörigkeit waren 1,7 Prozent der Bevölkerung spanischer oder lateinamerikanischer Abstammung. 
21,9 Prozent der Bevölkerung waren unter 18 Jahre alt, 55,0 Prozent waren zwischen 18 und 64 und 23,1 Prozent waren 65 Jahre oder älter. 53,5 Prozent der Bevölkerung war weiblich.
Das mittlere jährliche Einkommen eines Haushalts lag bei 137.400 USD. Das Pro-Kopf-Einkommen betrug 78.808 USD. 4,5 Prozent der Einwohner lebten unterhalb der Armutsgrenze.